# Bishan (Singapur)
Bishan ( /ˈbiːʃɑːn/), también conocido como Peck San, Bishan New Town o Bishan Town, es un área de planificación y una ciudad residencial ubicada en la parte más al norte de la región central de Singapur. Estadísticamente, el área ocupa el puesto 38 más grande en términos de tamaño geográfico y el puesto 22 como área de planificación más poblada del país. Bishan limita con otras tres áreas de planificación: Ang Mo Kio al norte, Toa Payoh al sur y Serangoon al este.

## Etimología
Bishan derivó su nombre del término cantonés para gran cementerio, Peck San Theng (en chino simplificado, 碧山亭; pinyin, bìshāntíng), que literalmente se traduce como «pabellones en el verde».Este término refleja los orígenes del barrio como cementerio establecido en 1870 por inmigrantes cantoneses y hakka.

## Historia
El cementerio Peck San Theng fue establecido en 1870 en el sitio de la actual Bishan por inmigrantes cantoneses y hakka.  La gente comenzó a establecerse alrededor del cementerio, y Kampong San Theng y la aldea Soon Hock, que se encontraban dentro de los terrenos de Kampong San Theng.Una federación de 16 clanes cantoneses en Singapur, administró y dirigió los terrenos, cuya población albergó a casi 2000 habitantes a principios del siglo XX.
Durante la Segunda Guerra Mundial, el cementerio se convirtió en un campo de batalla entre las fuerzas británicas y japonesas. El 2º Batallón del Regimiento de Cambridgeshire se había enfrentado a las fuerzas japonesas el 14 de febrero de 1942 en el cercano embalse MacRitchie. Los japoneses también bombardearon Kampong San Teng, lo que provocó importantes bajas civiles. La batalla terminó al día siguiente, 15 de febrero, cuando los británicos se rindieron ante los japoneses. Durante la ocupación japonesa de Singapur, esta zona se convirtió en un refugio para las personas que intentaban evadir a los japoneses porque los ocupantes japoneses tenían miedo de entrar al cementerio.
En 1973, se ordenó el cierre del cementerio y ordenó que no se permitieran nuevos entierros dentro del mismo. Posteriormente, el gobierno adquirió el terreno por SGD 4.95 millones en 1979.  Como compensación, el gobierno devolvió 3 hectáreas de tierra a la fundación para que ésta construyera un columbario.

## Infraestructura

### Transporte
Bishan está conectado por carretera con el resto de Singapur a través de la Autopista Central (CTE), que conecta las partes del norte de Singapur con el centro de la ciudad. Además, cuenta con su propia estación de MRT, la estación Bishan MRT, que es una estación de intercambio tanto en la Línea Norte-Sur (NSL) como en la Línea Circular (CCL). 

### Parques
La zona cuenta con el parque Bishan-Ang Mo Kio, que está situado a lo largo de la avenida Ang Mo Kio 1 y cubre un área de 63 hectáreas (156 acre). El río Kallang atraviesa el centro del parque y se puede cruzar a través de puentes peatonales. Fue inaugurado en junio de 2009.